# Hydrophis klossi
Espèce
Statut de conservation UICN

 DD  : Données insuffisantes
Hydrophis klossi ou Hydrophide de Kloss est une espèce de serpents de la famille des Elapidae.

## Répartition
Cette espèce marine se rencontre dans les eaux du Viêt Nam, du Cambodge, de Thaïlande, de Malaisie péninsulaire et de Sumatra en Indonésie.

## Description
Hydrophis klossi mesure jusqu'à 142 cm. Sa tête est gris sombre parfois marquée d'une tache claire en forme de fer à cheval assez peu distincte. Son corps est gris jaunâtre et présente entre 50 et 75 bandes sombres ou noires qui, au niveau du dos, sont plus larges que l'espace les séparant. C'est un serpent venimeux.

## Étymologie
Cette espèce est nommée en l'honneur de Cecil Boden Kloss.

## Publication originale
- Boulenger, 1912 : A vertebrate fauna of the Malay Peninsula from the Isthmus of Kra to Singapore incl. the adjacent islands. Reptilia and Amphibia, London, Taylor & Francis, p. 1-294 (texte intégral).